# Departamento del Roer

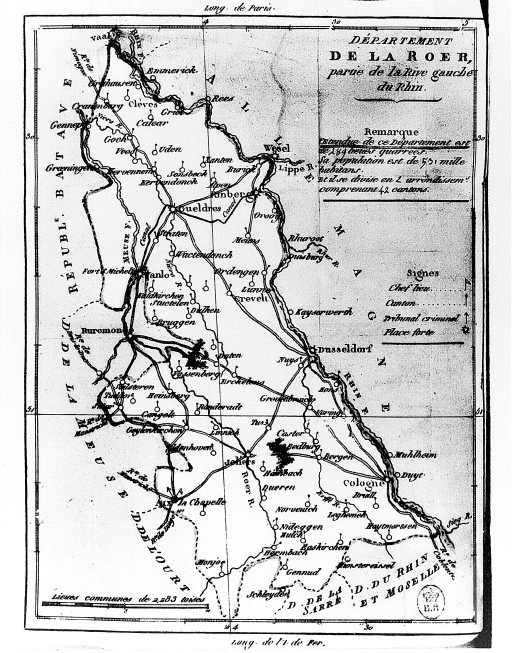
Mapa de la época.

Roer era un antiguo departamento francés. Su nombre se deriva de río Roer (Rur en alemán, Rour o Roule en francés) que desemboca en el Mosa en los Países Bajos. El territorio corresponde actualmente al estado federado alemán de Renania del Norte-Westfalia y una parte de la provincia neerlandesa de Limburgo.

## Historia
Antes de la conquista francesa, la Cisrenania era un mosaico de decenas de Estados miembros del Sacro Imperio Romano Germánico. Ocupada a partir de 1794, una efímera República Cisrenana fue proclamada en septiembre de 1797 (la república de Maguncia había pedido su anexión a Francia en 1793), pero la región fue repartida el 4 de noviembre de 1797 por el Directorio de la Revolución en cuatro departamentos: Roer, Sarre, Rin-Mosela y Mont-Tonnerre, que fueron organizados el 23 de enero de 1798. Estos departamentos fueron oficialmente integrados al territorio francés el 9 de febrero de 1801 y existieron hasta el desmantelamiento de Primer Imperio francés en 1814.

## Geografía
La cabecera regional fue Aquisgrán y las subprefecturas Cléveris, Colonia y Krefeld. El departamento contaba 616.287 habitantes en 1809.